# Шатокуа (округ, Нью-Йорк)
Округ Шатокуа (англ. Chautauqua County) — округ штата Нью-Йорк, США. Население округа на 2010 год составляло 134 905 человек. Административный центр округа — деревня Мейвилл.

## История
Округ Шатокуа основан в 1808 году; назван в честь слова языка Сенека, означающее «где были выловлены рыбы». Источник образования округа Шатокуа: округ Дженеси.

## География
Округ занимает площадь 2750,6 км².

## Демография
Согласно переписи населения 2000 года, в округе Шатокуа проживало 139 747 человек. По оценке Бюро переписи населения США, к 2009 году население уменьшилось на 4,5 %, до 133 503 человек. Плотность населения составляла 48,5 человек на квадратный километр. Согласно переписи населения 2010 года, в округе Шатокуа проживало 134 905 человек.